# Métro El Djazaïr
Métro El Djazaïr (en arabe : مترو الجزائر), est la société exploitante du métro d'Alger depuis le 1er novembre 2020. C'est une entreprise publique algérienne, filiale à 100 % de l'Entreprise Métro d'Alger (EMA), filiale du groupe TRANSTEV.

## Histoire
Métro El Djazaïr a été créée pour prendre la suite de RATP El Djazaïr en tant qu'exploitant du métro d'Alger à l'issue du contrat de 8 ans qui liait la RATP à l'EMA.
La nouvelle entreprise a repris l'intégralité du personnel de la précédente, mais la transition s'est effectuée durant la suspension de l'exploitation du métro d'Alger à cause du covid-19. Cependant, la durée de suspension du trafic de 18 mois entre mars 2020 et octobre 2021 a suscité des interrogations.
La RATP se retire définitivement de l'exploitation du métro fin 2022.